# Nhân khẩu Cộng hòa Dân chủ Nhân dân Triều Tiên
Cộng hòa Dân chủ Nhân dân Triều Tiên là quốc gia duy nhất trên thế giới có điều kiện nhân khẩu học rất khó tiếp cận do dữ liệu và thông tin hạn chế có sẵn về quốc gia đó. Dữ liệu lịch sử cuối cùng được ghi lại được ghi lại bởi một nhà nghiên cứu và chuyên gia dân số từ Hoa Kỳ là Nicholas Eberstadt và Judith Banister vào năm 1992.
Mặc dù là một quốc gia rất đồng nhất, Triều Tiên được chia thành các khu vực có sự khác biệt khu vực khác nhau. Tuy nhiên, kể từ khi kết thúc Chiến tranh Triều Tiên, một loạt các định kiến như phương ngữ khu vực đã bắt đầu được khắc phục với việc áp dụng giáo dục tập trung và phân phối rộng rãi các phương tiện truyền thông trong cả nước và di cư dần dần của người dân.
Rất khó trở thành công dân Bắc Triều Tiên nếu không phải là người Triều Tiên - tuy nhiên, James Nethernok, người Mỹ da trắng, nhập quốc tịch Bắc Triều Tiên vào năm 1972, -  và nhập cư ra bên ngoài là rất nhỏ, cũng như với các nhóm dân tộc khác ngoài Triều Tiên.

## Dân số
Trong lãnh thổ hiện tại của Bắc Triều Tiên.
- 1900: 7,4 triệu.
- 1910: 7,8 triệu.
- 1920: 8.2 triệu.
- 1930: 8,6 triệu.
- 1940: 9 triệu.
- 1950: 9,7 triệu.
- 1953: 9 triệu (giảm do Chiến tranh Triều Tiên).
- 1960: 10,5 triệu.
- 1970: 13,9 triệu.
- 1980: 18,3 triệu.
- 1990: 21,6 triệu.
- 1995: 23,9 triệu.

## Nhân khẩu CIA World Factbook
Đây là một số dữ liệu thống kê được thực hiện bởi NATO.

### Dân số
24.457.492 (tháng 7 năm 2011.)

### Độ tuổi theo giới tính
Nam: 11.037.832
Nư: 11.627.513
0–14 tuổi: 21,3% (nam 2,440,439/nữ 2.376.557)
15–64 tuổi: 69,4% (nam 7.776.889/nữ 7.945.399)
65 tuổi trở lên: 9,4% (nam 820.504/nữ 1.305.557) (2009)

### Tỷ lệ tăng dân số
1,02% (1991)
0,31% (1996)
46,77% (2006)
0,42% (2009)

### Tỷ lệ sinh
20,01%/1.000 người (1991)
17,58%/1.000 người (1996)
14,61%/1.000 người (2006)
14,61%/1.000 người (2008)

### Tỷ lệ tử vong
8.94 tử/1,000 người (1991)
9.52 tử/1,000 người (1996)
7.29 tử/1,000 người (2006)
7.29 tử/1,000 người (2008)

### Tỷ lệ nhập cư
-0,01%/1.000 người (2009)

### Giới tính theo tỷ lệ
sinh: 1,06 nam/nữ
15 năm: 1,03 nam/nữ
15–64 tuổi: 0,98 nam/nữ
65 tuổi trở lên: 0,63 nam/nữ
tổng dân số: 0,95 nam/nữ (2009)

### Tỷ lệ tử vong ở trẻ sơ sinh
tổng số: 51,34 tử/1.000 sinh (2009)

### Tuổi thọ
tổng dân số: 63,81 tuổi
nam: 61,23 tuổi
nữ: 66,53 tuổi (2009)